# 블루투스 스페셜 인터레스트 그룹
블루투스 스페셜 인터레스트 그룹은 블루투스 표준의 발전과 블루투스 기술과 상표의 제조사들에 사용권을 감독하는 한 블루투스 SIG(블루투스 SIG)은 표준 기구이다.그 SIG는 비영리, 비주식 회사 9월 1998년에 창립된 회사이다. 그 SIG커클 런드, 워싱턴에 본사가 있다.

## 같이 보기
- 무선랜
- IEEE 802.15